# Himantoglossum cuchnące
Himantoglossum cuchnące, himantoglosum cuchnące (Himantoglossum hircinum (L.) Spreng.) – gatunek byliny należący do rodziny storczykowatych (Orchidaceae). Ma najbardziej rozległy zasięg spośród wszystkich przedstawicieli swego rodzaju. Występuje głównie w basenie Morza Śródziemnego, sięgając na północy po Wielką Brytanię i Niemcy, a na wschodzie po Irak. Z powodu zmian klimatycznych naukowcy spodziewają się, że powiększy swój zasięg w kierunku północnym. Na początku XX wieku był bardzo ekspansywny w Wielkiej Brytanii, ale później stracił tam większość stanowisk. Występuje zwykle pojedynczo na murawach kserotermicznych. Nazwę zawdzięcza woni kwiatów przypominającej zapach kozła. Kwiaty wyróżniają się taśmowatą, długą (do 6,5 cm) warżką. Gatunek w wielu krajach wpisany jest na listy gatunków zagrożonych i chronionych.

## Rozmieszczenie geograficzne
Gatunek ma najbardziej rozległy zasięg spośród wszystkich przedstawicieli swego rodzaju. Rośnie w północno-zachodniej Afryce w: Maroku, Algierii i Tunezji; w Europie południowej i zachodniej: w Hiszpanii, Francji, Wielkiej Brytanii, Austrii, Belgii, Niemczech, Holandii, Szwajcarii, we Włoszech, w Bułgarii, Grecji, w krajach byłej Jugosławii i europejskiej części Turcji oraz na izolowanym obszarze w Iraku. Podawany był także z Węgier, Rumunii, Czech i Słowacji, jednak najprawdopodobniej błędnie. W Rumunii rośnie najwyraźniej inny gatunek – Himantoglossum caprinum (M.Bieb.) Spreng. W latach 80. XX wieku dane z Czech okazały się po weryfikacji dotyczyć Himantoglossum adriaticum H.Baumann. Kwestionowane jest także występowanie tego gatunku w Chorwacji i Słowenii; gdzie prawdopodobnie także obecny jest Himantoglossum adriaticum.
Gatunek w całym swym zasięgu rośnie zwykle nielicznie w znacznym rozproszeniu (najczęściej tylko jedna lub dwie kwitnące rośliny na stanowisku). Pod względem wyróżnia się zachodnia Francja, gdzie himantoglossum cuchnące pojawia się często i bardzo licznie, co wiązane jest z korzystnym wpływem klimatu oceanicznego. Takson ten rozprzestrzenił się w obrębie współczesnego zasięgu po ostatnim zlodowaceniu, które przetrwał prawdopodobnie w czterech śródziemnomorskich refugiach: w południowej Francji, południowej Hiszpanii, południowych Włoszech i na Półwyspie Bałkańskim.
Na początku XX wieku gatunek zaczął szybko rozprzestrzeniać się w Wielkiej Brytanii, od 22 stanowisk na początku wieku do 129 stanowisk w 1933 roku. W związku z ocieplaniem się klimatu naukowcy spodziewają się, że gatunek będzie poszerzał swój zasięg występowania w kierunku północnym. Przy użyciu GIS rozpoznaje się siedliska, które gatunek może zająć w przyszłości. Po okresie wzrostu, w latach 1930–1950 w Wielkiej Brytanii nastąpił gwałtowny spadek liczby stanowisk do 16 populacji w roku 1998.
Północna granica zasięgu ma związek z niskimi temperaturami zarówno latem, jak i zimą, natomiast wschodnia – z niską temperaturą zimą. W górach najwyższe stanowiska znajdują się na wysokości 1800 m n.p.m.

## Morfologia

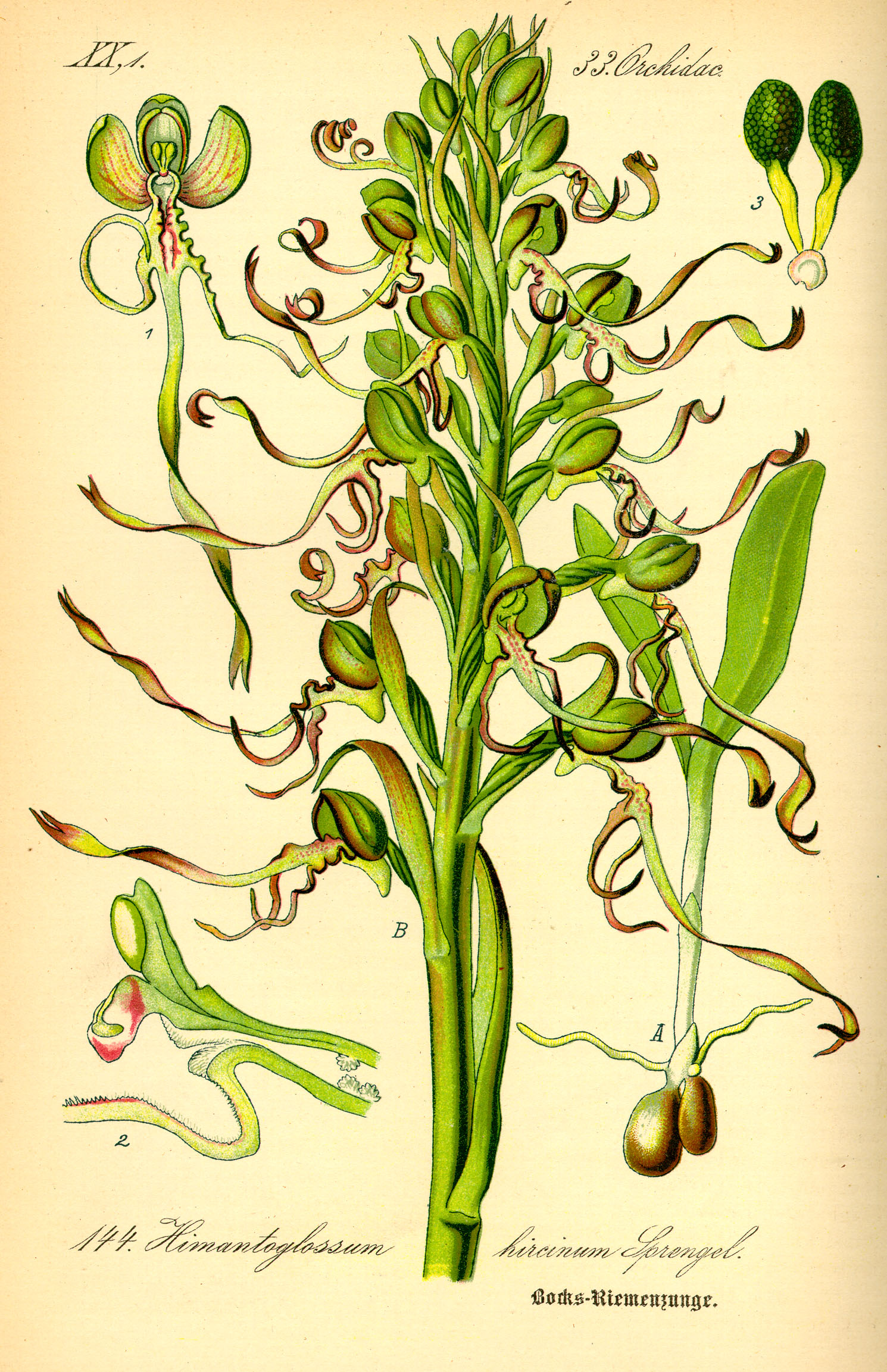
Morfologia

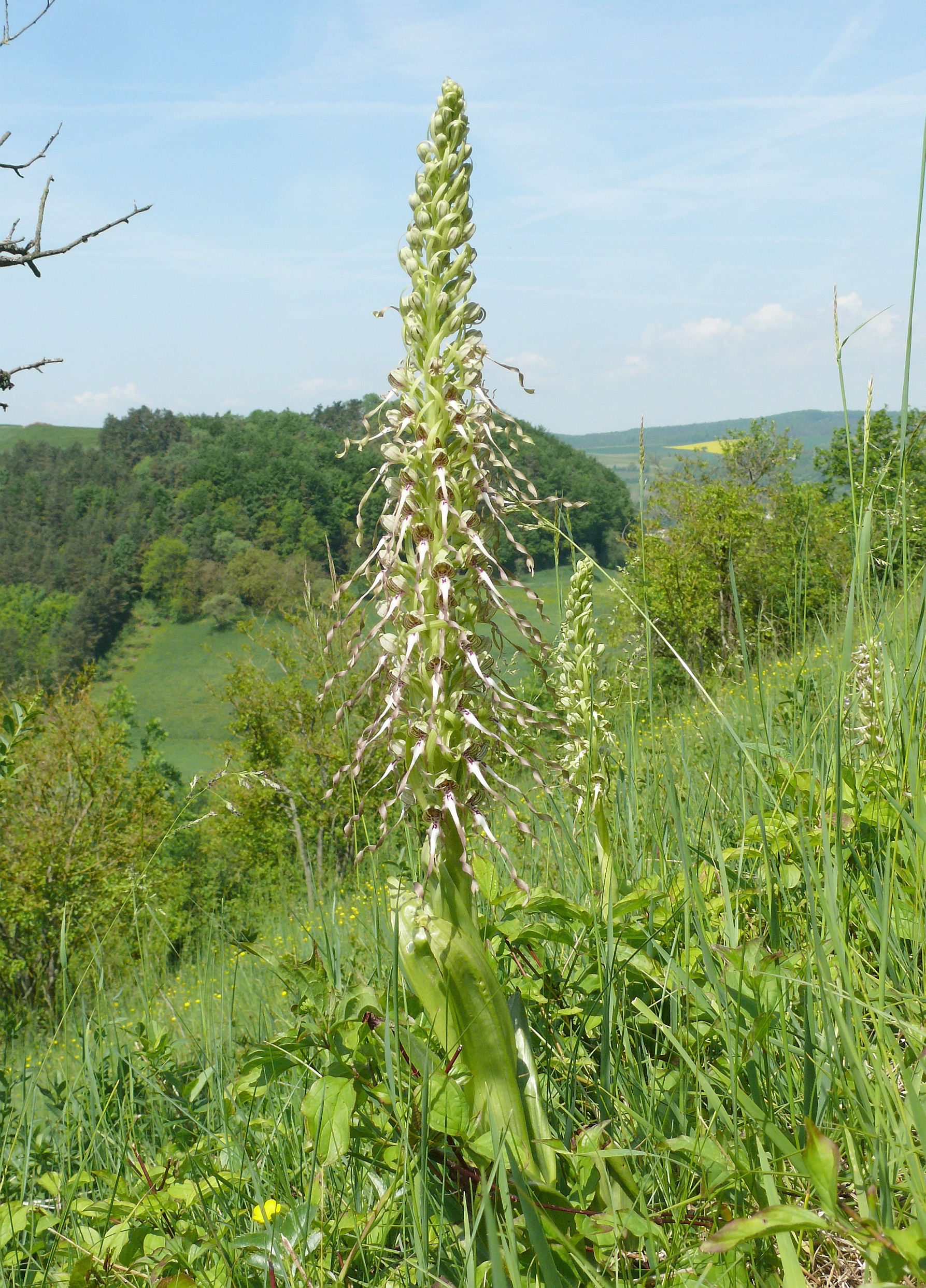
Pokrój

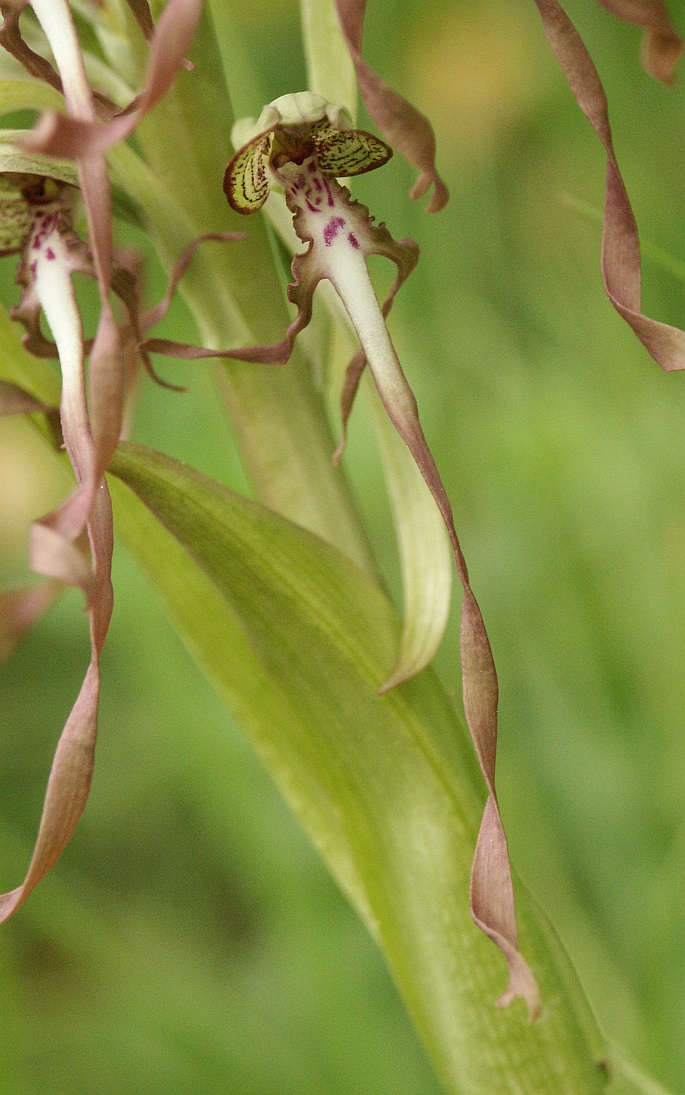
Kwiat

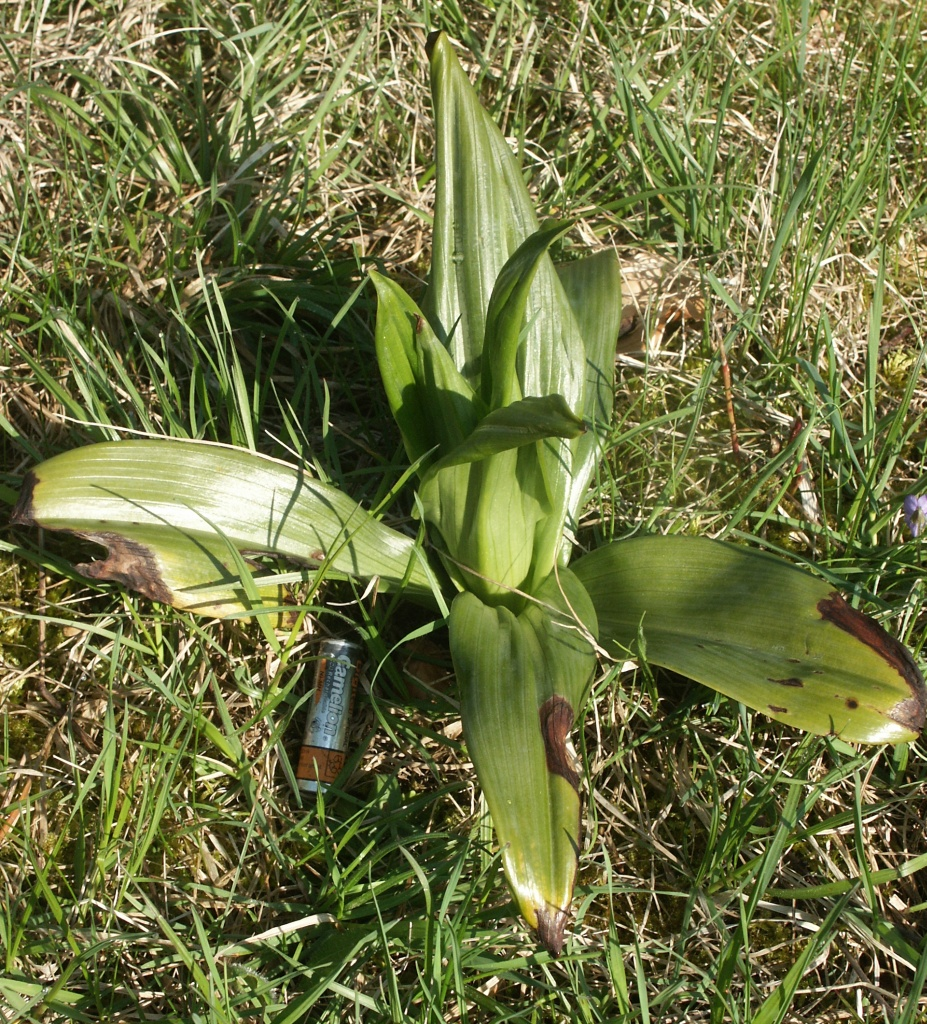
Liście

ŁodygaNaga, tęga, pełna, jasnozielona z niewyraźnymi fioletowymi plamami, osiąga zwykle od 20 do 70 cm wysokości, rzadko do 115 cm. W dole jest gładka, okrągła na przekroju, w górze nieco kanciasta.
Część podziemnaDwie kuliste lub owalne, niepodzielone bulwy. Pęd nadziemny i korzenie rozwijają się z pąków znajdujących się na szczycie bulwy.
LiścieDolne są eliptycznopodługowate, tępe lub zaostrzone, w liczbie 4–10. Osiągają długość 5–15(20) cm i szerokość (2)3-5(6,5) cm. Blaszki mają kolor od jasnego, do ciemnozielonego, pozbawione są plam, w czasie kwitnienia liście przyziemne zwykle są już sczerniałe. Liście górne są mniejsze, pochwiaste i ostre.
KwiatyDuże, o silnym zapachu, zebrane po 15–120 w luźny, cylindryczny kwiatostan długości 10–50 cm. Wielkość kwiatostanu i liczba kwiatów jest proporcjonalna do wielkości rośliny. Kwiaty wsparte są jasnozielonymi lub białawymi, często czerwonawo nabiegłymi, przysadkami o długości 30–50 mm i szerokości do ok. 5 mm (dolne są dwa razy dłuższe od zalążni). Na brzegach często przysadki są podwinięte i nieco błoniaste, na szczycie zaostrzone. Listki okwiatu są hełmiasto stulone z wyjątkiem warżki. Mają barwę jasnozieloną, od wewnątrz z czerwonobrązowymi plamami i smugami. Zewnętrzne listki okwiatu są jajowate, tępe, długości do 14 mm i szerokości do 7 mm. Wewnętrzne listki okwiatu są równowąskie, z ząbkiem na bocznej krawędzi, o długości do 10 mm i szerokości do 2 mm. Warżka jest biaława, długości 3–6,5 cm, u nasady z purpurowymi plamami, ciemnozielona i gładka ku szczytowi, trójłatkowa. W pączku jest zwinięta jak sprężyna. Łatki boczne fioletowe, równowąskie, skręcone śrubowato, ostre, długości od 0,5 do 2 cm. Łatka środkowa szerokości około 2 mm, taśmowata, nieco pofalowana, na szczycie jest rozcięta. Ostroga tępo stożkowata, lekko zakrzywiona w dół, o długości do 5 mm i szerokości do 6 mm. Prętosłup krótki i wyprostowany, z gruszkowatego kształtu pylnikiem barwy biało-zielonej zawierającym dwie zielone pyłkowiny. Uczepka jest gruba i żółta, dłuższa od pyłkowin. Znamię jest tępo czworokątne lub jajowato-sercowate, z rostellum dzióbkowatym, wystającym ponad znamieniem. Zalążnia jasnozielona o długości ok. 1 cm, skręcona, z trzema podłużnymi żebrami.
OwocWydłużona, siedząca torebka, zwężająca się u podstawy, z zaznaczonymi żebrami, 0,5–1,5 cm długości i około 0,25–0,75 cm średnicy; zawiera do 2000 nasion o długości 340 μm i średnicy 120 μm. Zarodek o długości 100 μm i średnicy 70 μm. Masa pojedynczego nasiona jest nieco większa niż 0,01 mg.
Gatunek podobnyHimantoglossum adriaticum ma kwiaty słabo pachnące, mniejsze i silniej zabarwione (fioletowo). Kwiatostan jest luźniejszy.

## Biologia

### Rozwój
Bylina, geofit. Kwitnienie trwa przez dwa-trzy tygodnie i zaczyna się w południowej części zasięgu już w kwietniu, a w północnej (w Anglii) w końcu czerwca i na początku lipca. Pierwsze rozwijają się kwiaty dolne. Kwitnienie jest nieregularne; spowodowane jest to warunkami pogodowymi w roku je poprzedzającym i w roku kwitnienia oraz poniesionym wysiłkiem reprodukcyjnym. Okazy rosnące na krańcach zasięgu wytwarzają mniej kwiatów niż osobniki z centrum zasięgu. Badania przy użyciu elektronowego mikroskopu skaningowego pozwoliły wyjaśnić ontogenezę kwiatów; charakterystyczne spiralne skręcenie bardzo wydłużonej, środkowej łatki warżki przebiega zawsze w kierunku odwrotnym do ruchu wskazówek zegara. Zapłodnienie następuje 19–24 dni po zapyleniu. Owoce dojrzewają po 4–6 tygodniach. Jedna roślina wytworzyć może do 30 tys. nasion, które kiełkują prawdopodobnie w ciągu dwóch lat. Przez rok lub dwa roślina pozostaje w stadium siewki. Przez następnych parę lat roślina rozwija tylko dwa liście, później trzy. Przez wiele kolejnych lat roślina rozwija rozetę kilku liści (w zależności od warunków od dwóch do czterech), nieregularnie rozwijając pęd kwiatostanowy, w zależności od nagromadzonych substancji zapasowych w bulwach. Co roku nowa bulwa formuje się w marcu tak, że w pełni sezonu są wykształcone dwie bulwy. W końcu lata słabsza bulwa obumiera. Udokumentowano także powstawanie nowej bulwy na korzeniach rośliny, co oznacza możliwość rozmnażania wegetatywnego. Z silniejszej bulwy wyrastają od sierpnia do marca liście rozety przyziemnej (są zimozielone). Po marcu liście te zamierają – więdną i czernieją, dłużej utrzymując się na roślinach silniejszych i zakwitających.

### Genetyka
Liczba chromosomów 2n = 36. Badania przeprowadzone w Niemczech na trzech izolowanych populacjach położonych na północno-wschodnim krańcu zasięgu sugerują, że pomimo izolacji ich różnorodność genetyczna jest znaczna. Różnorodność genetyczna populacji europejskich spada wraz z oddalaniem się od centrum zasięgu. Zróżnicowanie genetyczne między populacjami jest znaczące.

## Systematyka i zmienność
Gatunek jest typowym dla rodzaju Himantoglossum K.P.J. Sprengel 1826. Prawdopodobnie najstarsza wzmianka i wizerunek rośliny tego gatunku pojawił się w zielniku Remberta Dodoensa (1583). Typ nomenklatoryczny gatunku w postaci okazu zebranego w 1727 roku znajduje się w Muzeum Historii Naturalnej w Paryżu. Karol Linneusz opisał ten gatunek w Species Plantarum w 1753 pod nazwą Satyrium hircinum. Pod różnymi nazwami gatunek ten opisywali m.in. Thomas-François Dalibard, Gaspard Bauhin, Sébastien Vaillant, Jean-François Séguier. Akceptowaną diagnozę taksonomiczną ustalił Kurt Polycarp Joachim Sprengel w 1826 roku w trzecim tomie Systema vegetabilium.
Gatunek zróżnicowany na co najmniej dwie odmiany:
- Himantoglossum hircinum var. hircinum – rośnie w Europie i w północno-zachodniej Afryce, odmiana typowa.
- Himantoglossum hircinum var. pseudocaprinum J.J.Wood – występuje w Iraku. Odmiana wyróżniająca się długimi (do 1,5 cm) i tępymi ząbkami na końcach warżki[32].

W 2013 r. opisano nową odmianę: Himantoglossum hircinum var. aestivalis Kreutz & Steinfeld. Występuje ona we Francji i Niemczech. Kwitnie cztery tygodnie później niż odmiana typowa, ma bardziej lancetowate liście i bardzo luźne kwiatostany.
Z południowych Włoch znany jest mieszaniec tego gatunku z Himantoglossum adriaticum. Ponieważ spotykany jest on tam często w miejscach występowania obu gatunków rodzicielskich, podejrzewa się, że mieszańce rozpowszechnione są w obszarze, gdzie zasięgi obu gatunków się nakładają. Zarejestrowano także mieszańca międzyrodzajowego z Orchis simia.

## Nazewnictwo
Łacińska nazwa rodzajowa ma źródłosłów grecki i odnosi się do paskowego, języczkowatego kształtu warżki. Epitet gatunkowy ma źródłosłów łaciński i odnosi się do charakterystycznego zapachu kwiatów, przypominającego woń kozła. W języku angielskim nazwa gatunku (lizard orchid) nawiązuje do kształtu kwiatów, przypominającego jaszczurkę. W innych językach europejskich nazwa gatunku najczęściej nawiązuje do zapachu kwiatów.

## Ekologia
Gatunek spotykany jest zwykle w kserotermicznych murawach nawapiennych, na wydmach i rzadziej na obrzeżach lasów, w basenie Morza Śródziemnego w makii i garigu. Rośnie na użytkach zielonych regularnie wypasanych lub koszonych raz lub dwa razy w roku. Najczęściej spotykany jest na przydrożach i obrzeżach intensywniej użytkowanych terenów (często przy polach golfowych).
Rośnie na płytkich, piaszczystych lub żwirowych glebach, wytworzonych na kredzie lub wapieniu, najczęściej w murawach z dominacją kłosownicy pierzastej i stokłosy prostej. W syntaksonomii zbiorowiska z udziałem tego gatunku klasyfikowane są do zespołu Onobrychido-Brometum i związku Geranion sanguinei. Nierzadko towarzyszą mu inne gatunki storczykowatych, takie jak: koślaczek stożkowaty, gółka długoostrogowa, storczyk samczy, dwulistnik pszczeli i Orchis anthropophora; związane jest to prawdopodobnie z obecnością odpowiednich grzybów mikoryzowych w glebie oraz zbiorowisk roślinnych.
Rośliny himantoglossum bywają zgryzane przez dzikie zwierzęta i konie, ale są omijane przez bydło. Gatunek źle znosi intensywne tratowanie murawy, np. w przypadku dużej obsady zwierząt. Liście i kwiaty bywają uszkadzane przez ślimaki, ale ich żerowanie nie ma istotnego wpływu na rozwój roślin. Przypadki żerowania owadów lub chorób wirusowych są rzadkie i słabo udokumentowane.
Gatunek ten wypierany jest przez rozrastające się zarośla oraz ekspansywne gatunki jeżyn. Bardzo młode rośliny zagłuszane są przez rokiet cyprysowaty oraz rozety liściowe prosienicznika, jastrzębca i babek. Zwykle rośnie w grupach składających się z 1-2 dużych osobników otoczonych przez liczne, konkurujące ze sobą siewki.
Kwiaty zapylane są przez osy, pszczoły, trzmiele i motyle (głównie przez pszczolinki). Często występuje zapylenie sąsiedzkie (geitonogamia) – jedna z form samopylności.
Populacje na wschodnich i północno-wschodnich krańcach zasięgu zwiększają swoją liczebność i staną się prawdopodobnie ważnym źródłem diaspor, umożliwiających poszerzanie się zasięgu w miarę ocieplania się klimatu. Populacje na południowych krańcach zasięgu zmniejszają swoją liczebność w związku z intensyfikacją użytkowania ziemi oraz malejącymi opadami.
Gatunek określany jest jako mrozoodporny, choć późne przymrozki mogą niszczyć pąki kwiatowe i osłabiać kwitnienie. Duży opad w okresie wzrostu sprzyja silniejszemu kwitnieniu.
Mimo wyizolowania grzybów z korzeni tego gatunku nie jest jasne, czy wchodzi z nimi w mikoryzę.

## Zagrożenia i ochrona
Gatunek objęty ochroną w Wielkiej Brytanii oraz umieszczony w Brytyjskiej Czerwonej Księdze Roślin Naczyniowych. Znajduje się także na liście gatunków zagrożonych w Niemczech, Belgii, Holandii, Szwajcarii. W Serbii, we francuskim regionie Rodan-Alpy oraz na Słowacji objęty ochroną gatunkową. Objęty jest także konwencją CITES. Na jego stanowiskach stosuje się zabiegi ochrony czynnej, polegające na usuwaniu zarośli i jeżyn oraz wykaszaniu i wypalaniu trawy. Częste stanowiska w obrębie pól golfowych są zabezpieczane przed skoszeniem lub zdeptaniem. Nasiona są gromadzone w bankach nasion (np. w Kew Gardens) i wykorzystywane w celu wzmocnienia dzikich populacji lub rozprzestrzeniania gatunku. W skali europejskiej gatunek nie jest zagrożony. Aby zapobiec spadkowi różnorodności genetycznej (dryf genetyczny), należy utrzymać lub rozszerzyć areał siedlisk gatunku.